# Aizobius
Genre
Aizobius est un genre d'insectes curculionoïdes de l'ordre des coléoptères et de la famille des Brentidae (anciennement des Apionidae).

## Liste des espèces présentes en Europe
Ce genre de charançons comprend deux espèces en Europe :
- Aizobius schaeferi (Hoffmann, 1960) ;
- Aizobius sedi (Germar, 1818).